# ديقليس من كارستوس
دَيُقْلِيس من كَارِسْتُوس أو ديوقليس من كارستوس (باليونانية: Διοκλῆς ὁ Καρύστιος)‏؛ (باللاتينية: Diocles Carystius)‏؛ المعروف أيضًا بالاسم اللاتيني Diocles Medicus، أي "ديقليس الطبيب"؛ ح. 375 ق.م - ح. 295 قبل الميلاد) كان طبيبًا يونانيًا ذائع الصيت، وُلِد في مدينة كاريستوس الواقعة في منطقة وابية باليونان. كانت أهميته كمفكر وطبيب وكاتب كبير في القرن الرابع.